# Clan Odrowąż
Odrowąż  est un clan armorial de la noblesse polonaise. Il est mentionné pour la première fois en 1350.

## Membres notables
- Iwo Odrowąż, évêque de Cracovie
- Saint Hyacinthe (Jacek) Odrowąż (1185-1257), saint catholique
- Czesław Odrowąż
- Jakub de Dębno
- Jan Sprowski (de Sprowa)
- Jan Prandota
- Jan de Szczekociny
- Jakub Szydłowiecki
- Krzysztof Szydłowiecki (en) (1467–1532), maréchal de la Cour, Grand Chancelier de la Couronne et voïvode de Cracovie.
- Stanisław II Odrowąż (1509-1545), voïvode ;
  - sa fille Zofia Odrowąż.
- Jan Chryzostom Pieniążek (en) (ca 1630–1712), voïvode de Sieradz, homme politique.
- Joachim Chreptowicz (1729–1812), grand Secrétaire de Lituanie, maréchal du Tribunal de Lituanie, député puis dernier Grand Chancelier de Lituanie.
- Piotr Wysocki
- Aleksander Waligórski (1794-1873), ingénieur et général polonais.
- Władysław Starewitcz (1882-1965), réalisateur russe d’origine polonaise.
- Marjan Podgorski
- Zygmunt Odrowąż-Zawadzki

### Dans d'autres langues
- (en) J. Lyčkoŭski, « Blasons de la noblesse biélorusse » Blason de Odrowaz et clan membres.